# Trichocentrum lanceanum
Espèce
Trichocentrum lanceanum (synonyme : Oncidium lanceanum) est une espèce de plantes monocotylédones de la famille des Orchidaceae, originaire des régions tropicales d'Amérique du Sud incluant la Guyane.

## Synonymes
Selon Catalogue of Life (24 août 2016) :
- Lophiaris fragrans Raf., nom. superfl.,
- Lophiaris lanceana (Lindl.) Braem,
- Oncidium lanceanum Lindl.,
- Oncidium lanceanum f. aureum Christenson.